# Philautus disgregus
Philautus disgregus é uma espécie de anfíbio da família Rhacophoridae.
É endémica de Malásia.
Os seus habitats naturais são: florestas subtropicais ou tropicais húmidas de baixa altitude.
Está ameaçada por perda de habitat.